# GP Ouest France-Plouay 1998
De GP Ouest France-Plouay 1998 was de 62ste editie van deze Franse eendaagse wielerkoers en werd verreden op zondag 30 augustus over een afstand van 209 kilometer. 

## Uitslag
| GP Ouest France-Plouay 1998 |                      |                       |          |
| Plaats                      | Naam                 | Ploeg                 | Tijd     |
| Winnaar                     | Pascal Hervé         | Festina               | 4u57'13" |
| 2                           | Ludo Dierckxsens     | Lotto-Mobistar        | + 1' 19" |
| 3                           | Stéphane Heulot      | La Française des Jeux | + 3' 30" |
| 4                           | Grzegorz Gwiazdowski | Cofidis               | + 3' 38" |
| 5                           | Francesco Secchiari  | Scrigno-Gaerne        | + 3' 50" |
| 6                           | Christophe Rinero    | Cofidis               | + 3' 52" |
| 7                           | Laurent Madouas      | Lotto-Mobistar        | + 3' 54" |
| 8                           | Andrea Ferrigato     | Vitalicio Seguros     | + 4' 00" |
| 9                           | Paolo Valoti         | Cantina Tollo         | + 4' 05" |
| 10                          | Oscar Pozzi          | Asics-CGA             | + 5' 02" |

Bretagne Classic: 1931 · 1932 · 1933 · 1934 · 1935 · 1936 · 1937 · 1938 · 1939 - 1944 · 1945 · 1946 · 1947 · 1948 · 1949 · 1950 · 1951 · 1952 · 1953 · 1954 · 1955 · 1956 · 1957 · 1958 · 1959 · 1960 · 1961 · 1962 · 1963 · 1964 · 1965 · 1966 · 1967 · 1968 · 1969 · 1970 · 1971 · 1972 · 1973 · 1974 · 1975 · 1976 · 1977 · 1978 · 1979 · 1980 · 1981 · 1982 · 1983 · 1984 · 1985 · 1986 · 1987 · 1988 · 1989 · 1990 · 1991 · 1992 · 1993 · 1994 · 1995 · 1996 · 1997 · 1998 · 1999 · 2000 · 2001 · 2002 · 2003 · 2004 · 2005 · 2006 · 2007 · 2008 · 2009 · 2010 · 2011 · 2012 · 2013 · 2014 · 2015 · 2016 · 2017 · 2018 · 2019 · 2020 · 2021 · 2022 · 2023 · 2024
Classic Lorient Agglomération: 1999 · 2000 · 2001 · 2002 · 2003 · 2004 · 2005 · 2006 · 2007 · 2008 · 2009 · 2010 · 2011 · 2012 · 2013 · 2014 · 2015 · 2016 · 2017 · 2018 · 2019 · 2020 · 2021 · 2022 · 2023 · 2024